# Seznam aztéckých panovníků
Titul aztéckeho panovníka byl Huey tlatoani, v doslovném překladu „nejvyšší mluvčí“, obvyklý titul mezoamerických vládců. Evropané, kteří s nim přišli do styku, jej obvykle titulovali jako krále, v historické literatuře se často, vzhledem k významu říše Aztéků, objevuje i císař. Vládcové byli vybíráni v rámci královského rodu, obyčejně po zemřelém králi následoval jeho bratr či synovec.
- Ténoch (legendární)
- Acamapichtli (1376–1395)
- Huitzilíhuitl (1395–1417)
- Chimalpopoca (1417–1427)
- Itzcóatl (1427–1440)
- Moctezuma I. (1440–1469)
- Axayacatl (1469–1481)
- Tízoc (1481–1486)
- Ahuitzotl (1486–1502)
- Moctezuma II. (1502–1520)
- Cuitláhuac (1520)
- Cuauhtémoc (1520–1521)

## Pod španělskou vládou
I po dobytí Tenochtitlánu Španěly byl úřad vládce Tenochtitlánu, samozřejmě jako vazala španělského krále, nominálně stále obsazován. Nároky původní dynastie byly ovšem zrušeny (její potomci odešli do Španělska a dodnes tam žijí jako vévodové de Moctezuma), a tlatoanim se mohl stát i pokřtěný Indián prostého původu.
- Diego Velázquez Tlacotzin (1525–1526)
- Andrés de Tapia Motelchiuh (1526–1530)
- Pablo Xochiquentzin (1532–1536)
- Diego Huanitzin (1539–1541)
- Diego de San Francisco Tehuetzquitizin (1541–1554)
- Esteban de Guzmán regent (1554–1556)
- Cristóbal de Guzmán Cecetzin (1557–1562)
- Luis de Santa María Nanacacipactzin (1563–1565)